# Rhagoletis pomonella
Rhagoletis pomonella
 (mosca de la manzana) es una especie de insecto del género Rhagoletis de la familia Tephritidae del orden Diptera. 
Walsh la describió científicamente por primera vez en el año 1867.
Es originaria de América del Norte, donde sus larvas infestan frutos de especies nativas de Crataegus (espino) en toda su área de distribución. 
Debido a un evento de especiación simpátrica, existen poblaciones de moscas genéticamente divergentes de R. pomonella que han evolucionado para infestar manzanas domesticadas (Malus pumila), introducidas en América del Norte hace unos 400 años. Esta adaptación hace que, en lugares como la zona central de México, sea considerada una plaga ya que llega a ocasionar la pérdida de 100% de la cosecha si no se realizan medidas de control.
Ambas poblaciones (tanto las moscas de la manzana como del espino) tienen una generación por año (univoltinas) e invernan como pupas en diapausa. Los adultos emergen coincidiendo con la disponibilidad de la fruta huésped y el momento de la emergencia de los adultos está determinado por la duración de la diapausa, que termina en condiciones de temperatura natural sin ninguna señal fotoperiódica. Las moscas de la manzana han desarrollado un tiempo de emergencia más temprano (∼3 semanas-duración de la diapausa más corta) para sincronizarse con las manzanas que fructifican alrededor de 3 semanas antes que el espino en sitios de campo típicos (por ejemplo, Míchigan o Illinois).

## Estudios genéticos y transcriptómicos
Puesto que la fenología de las diferentes razas de R. pomonella está mediada por la duración de la diapausa, es importante estudiar a fondo los mecanismos moleculares y genéticos que subyacen a esta etapa del desarrollo para entender las diferencias adaptativas que han tenido lugar. Con este objetivo, Dowle et al., estudiaron en poblaciones de R. pomonella como la variación en el genoma y los cambios transcripcionales están implicados en la rápida evolución de la adaptación estacional.  
Estos estudios son importantes para poder predecir los cambios que tienen lugar durante el ciclo vital de insectos plaga como R. pomonella y generan herramientas conceptuales para atacar a dichas plagas.

### Ensamblaje y anotación del genoma
Para el mapeo de lecturas cortas secuenciadas de R. pomonella se usó el borrador del genoma de la especie hermana cercana R. zephyria. Estas dos especies son muy similares genéticamente, sin embargo, R. zephyria tiene un polimorfismo mucho menor, lo cual facilitó un ensamblaje más contiguo del genoma. 
El estudio del genoma de las dos poblaciones de R. pomonella reveló que existe un conjunto de loci asociados al tiempo de emergencia en ambas razas. Además, entre los polimorfismos de un nucleótido (SNPs, del inglés Single Nucleotide Polimorfism) e inserciones y deleciones (indels) que encontraron asociados con las diferencias de raza, se encontraron que muchas de estas variaciones se asocian también con el tiempo de emergencia.
Esto indica que los loci asociados con el tiempo de emergencia muestran una divergencia evolutiva.
Además, se identificaron un conjunto de genes que podrían estar implicados en la regulación de la tasa de desarrollo y por tanto en la diapausa como el tiempo de emergencia.

#### Análisis del transcriptoma del sistema nervioso central durante la diapausa
Se ha demostrado que el sistema nervioso central (SNC) y las glándulas endocrinas asociadas, desempeñan un papel regulador importante durante la diapausa de los insectos.
Por eso, para caracterizar los patrones de expresión génica diferencial (EGD) a lo largo del desarrollo de la diapausa se secuenció el ARNm (ARNseq) del SNC disecado de las pupas de la mosca de la manzana y de la mosca del espino. Las muestras se tomaron en 5 puntos distintos durante los 2-6 meses en los que las pupas estaban en diapausa.
Los datos transcripcionales sugirieron que se ha producido un cambio evolutivo reciente de las moscas que infectan el fruto del espino (plantas estacionalmente tardías) hacia un desarrollo más rápido de la diapausa en las poblaciones de R. pomonella que infectan los frutos de los manzanos (plantas estacionalmente tempranas).

#### Datos
Las lecturas sin procesar de ARN y los recuentos sin procesar están disponibles en NCBI GEO (n.º de acceso GSE140473 [muestras GSM4162629 – GSM4162678]). Los datos de secuencia y transcriptómica están disponibles a través del NCBI (número de acceso LYWK00000000). Las lecturas crudas de secuenciación agrupadas están disponibles en el bioproyecto PRJNA590789 de SRA (muestras biológicas: SAMN13338971 – SAMN13338976). Los datos brutos utilizados en el ensamblaje del genoma están disponibles a través de los bioproyectos PRJNA331175 y PRJNA321204 de SRA. Todos los scripts de análisis de datos se publican en GitHub, https://github.com/gjragland/Diverse-develomental-processes-influence-seasonal-phenology.